# Podłatczyn stepowy
Podłatczyn stepowy (Platycleis montana) – eurosyberyjski gatunek owada prostoskrzydłego z rodziny pasikonikowatych (Tettigoniidae) klasyfikowany też w rodzaju Montana przez innych uważanego za podrodzaj w obrębie rodzaju Platycleis.
Jest gatunkiem kserotermofilnym. Jego siedliskiem są stepy, tereny stepopodobne i półpustynie. Był notowany z Polski w końcu XIX wieku. Od tamtej pory nie stwierdzono jego wystąpienia w kraju. Kilkakrotnie potwierdzono jego obecność w Czechach. W Europie Środkowej jest uznawany za gatunek wymierający, w Polsce za wymarły.